# Barnoldswick
Barnoldswick è un paese di 12.000 abitanti del Lancashire, in Inghilterra.